# Aleiodes sirin
Aleiodes sirin är en stekelart som beskrevs av Sergey A. Belokobylskij 1996. Aleiodes sirin ingår i släktet Aleiodes och familjen bracksteklar. Inga underarter finns listade i Catalogue of Life.